# Are You Are Missing Winner
Are You Are Missing Winner — двадцать третий студийный альбом британской рок-группы The Fall, выпущенный в ноябре 2001 года записывающей компанией Cog Sinister на CD и в январе 2002 года — на виниловом (иллюстрированном диске).

## Об альбоме
Are You Are Missing Winner был записан летом 2001 года в манчестерской студии Noise Box. С момента предыдущего, The Unutterable, вышедшего за год до этого и высоко оцененного критикой, Смит полностью сменил состав и во многом стиль, отказавшись от элементов drum and bass в пользу гаражного рокабилли.
В альбом вошли три кавер-версии: «Gotta See Jane», трек, считающийся классикой жанра Northern soul; первым исполнителем песни был Р. Дин Тейлор. До этого The Fall уже выпускали одну его песню, «There’s a Ghost in My House», и даже имели умеренный успех с ней в чартах. В альбоме также представлены версии «The Bourgeois Blues» Ледбелли, переозаглавленная в «Bourgeois Town», и «African Man» Игги Попа, озаглавленная «Ibis-Afro Man».

## Список композиций
1. «Jim’s „The Fall“» (Mark E. Smith, Jim Watts) — 2:39
2. «Bourgeois Town» (Leadbelly) — 3:41 (ошибочно приписана Роберту Джонсону)
3. «Crop-Dust» (Smith, Spencer Birtwhistle) — 5:31
4. «My Ex-Classmates' Kids» (Smith, Ed Blaney) — 4:51
5. «Kick the Can» (Smith, Ben Pritchard) — 5:13
6. «Gotta See Jane» (R. Dean Taylor) — 2:23
7. «Ibis-Afro Man» (Iggy Pop, Scott Thurston, Smith, Watts) — 9:32
8. «The Acute» (Smith, Brian Fanning) — 3:19
9. «Hollow Mind» (Smith, Blaney) — 3:32
10. «Reprise: Jane — Prof Mick — Ey Bastardo» (Birtwhistle, Blaney) — 7:00

Переиздание 2006 года
В 2006 году альбом в remastered-версии вышел на Castle Music, с шестью бонус-треками:
1. «Rude (All The Time)» (Smith, Blaney) — 2:44
2. «I Wake Up In The City» (Smith, Blaney) — 4:40
3. «New Formation Sermon» (Smith) — 2:04
4. «Distilled Mug Art» (Smith, Blaney) — 3:33
5. «My Ex-Classmates' Kids (live in Cologne 23rd October 2001)» (Smith, Blaney) — 4:59
6. «Where’s The Fuckin' Taxi? Cunt» (Smith, Blaney, Fanning, Les Fisher) — 5:09

## Участники записи
- Mark E. Smith — вокал
- Ben Pritchard — гитара, вокал
- Jim Watts — бас-гитара, гитара, вокал
- Spencer Birtwistle — ударные
- Brian Fanning — гитара, вокал
- Ed Blaney — гитара, вокал